# Pra Quem Fica, Tchau
Pra quem fica, tchau! é um filme brasileiro de 1971, do gênero comédia, com direção, roteiro e atuação de Reginaldo Faria. Trilha sonora com regência de Cipó e interpretação de Leonardo Bruno e Ney (Ney Matogrosso em sua primeira gravação profissional). Outros canções ouvidas são de Tim Maia, Serguei, Luiz Carlos Vinhas e Ely.

## Elenco
- Reginaldo Faria...Didi
- Stepan Nercessian...Luisinho
- Rozana Tapajós...Maria
- Flávio Migliaccio...Chuca
- Hugo Bidet...Teleco
- José Lewgoy...Gustavo (participação especial)
- Gracinda Freire...Lourdes (participação especial)
- Jorge Cherques...marido de Maria
- Henriqueta Brieba...Isaura, mãe de Maria
- Irma Alvarez...mulher do jipe (participação especial)
- Tânia Scher...mulher do conversível (participação especial)
- Wilza Carla...Dalva (participação especial)
- Almir Look
- Ricardo Petraglia

## Enredo
Luisinho é um rapaz do interior de Minas Gerais que chega ao Rio de Janeiro para morar com o primo Didi, dizendo que a mãe morrera e o pai lhe abandonara. O primo aceita ficar cuidando dele quando Luisinho lhe mostra uma grande soma de dinheiro que trouxera na bagagem. Didi é um grande boêmio e Luisinho logo o acompanha nessa vida, apesar da pouca idade. Mas o rapaz se apaixona por uma mulher casada com um marido ciumento e logo vai experimentar uma decepção amorosa. 